# Delfià
Delfià és una entitat de població del terme municipal de Rabós d'Empordà a l'Alt Empordà que està situat al costat de la carretera que mena de Rabós a Garriguella i que en l'últim cens tenia 18 habitants. Va pertànyer al monestir de Sant Quirze de Colera  i al de Sant Pere de Rodes.
La festa d'aquest poble és el dia 9 d'agost i té una església dedicada a sant Romà. També compta amb una fàbrica d'escultures de guix.